# Illusion (filme de 2004)
Illusion (Brasil: Ilusões: O Que Você Faz na Vida Afeta os Outros / Portugal: Ilusões) é um filme estadunidense de 2004, do gênero drama, dirigido por Michael A. Goorjian e estrelado por Kirk Douglas em um dos últimos papéis de sua carreira antes de se aposentar.

## Elenco
- Kirk Douglas .. Donald Baines
- Michael A. Goorjian .. Christopher
- Karen Tucker .. Isabelle
- Bryan Cranston .. David
- Richmond Arquette .. Mortimer
- Ron Marasco .. Stan
- Ted Raimi .. Ian
- Kristen Clement .. Sara
- Kevin Weisman .. Kay
- Ronald Víctor García .. Andrew
- Michael Kemmerling .. Seymour
- Jules Bruff .. Renee
- Nancy Jeffries .. Anastasia
- Steve Chabon .. Bispo
- Gibson Frazier .. Entrevistador